# Blaesoxipha rimosa
Blaesoxipha rimosa är en tvåvingeart som först beskrevs av Hall 1938.  Blaesoxipha rimosa ingår i släktet Blaesoxipha och familjen köttflugor.
Artens utbredningsområde är Venezuela. Inga underarter finns listade i Catalogue of Life.